# Подішору
Подішору (рум. Podișoru) — село у повіті Арджеш в Румунії. Входить до складу комуни Бирла.
Село розташоване на відстані 104 км на захід від Бухареста, 49 км на південь від Пітешть, 77 км на схід від Крайови.

## Населення
За даними перепису населення 2002 року у селі проживали 342 особи, усі — румуни. Усі жителі села рідною мовою назвали румунську.